# NGC 7343
NGC 7343 este o galaxie situată în constelația Pegas. A fost descoperită în 14 septembrie 1866 de către Édouard Stephan⁠(d). Se află la o distanță de 109 megaparseci de Pământ.